# حاجی آقا
حاجی آقا داستان بلندی از صادق هدایت است که در ۱۳۲۴ خورشیدی توسط انتشارات مجلهٔ سخن در تهران منتشر شد. این داستان در زمان جنگ جهانی دوم اتفاق می‌افتد و محور آن شخصی به نام حاجی ابوتراب، یکی از بازاریان تهران است که هدایت مجموعه‌ای از زشتی‌های اخلاقی را در وجود او قرار داده‌است. داستان حاجی آقا در پیش و پس از اشغال ایران توسط متفقین در جنگ جهانی دوم روی می‌دهد.
حاجی آقا بلندترین کار داستانی هدایت پس از بوف کور است که به چهار بخش تقسیم شده‌است. بخش اول و سوم، شامل گفتگوهایی میان حاجی ابوتراب و بازدیدکنندگانش در هشتی خانه‌اش است که داستان را به نمایش‌نامه شبیه کرده‌است. بخش دوم شامل توصیف‌هایی از زندگی حاجی آقا و پیشینهٔ اوست. بخش چهارم هم که کوتاه‌ترین بخش داستان است، شامل رؤیای حاجی ابوتراب در عالم بیهوشی است.
حاجی آقا یک داستان واقع‌گرای طنزآمیز، سیاسی، و اجتماعی است. بیان داستان از دیدگاه سوم شخص است. هدایت در آن با خلق تیپ‌های گوناگون به نقد جامعه پرداخته‌است. همچنین در این داستان از اصطلاح‌های عامیانهٔ مردم استفادهٔ فراوان شده‌است. منتقدان تغییر لحن سخن حاجی ابوتراب هنگام صحبت با افرادی از طبقات اجتماعی گوناگون را از نقاط قوت داستان دانسته‌اند. این کتاب از زمان نخستین چاپ در شمارگان بالا، در ۱۳۳۰ خورشیدی، مورد استقبال کتاب‌خوان‌های ایرانی قرار گرفت. به‌ویژه پس از نخستین چاپ آن، حزب توده، که رابطهٔ نزدیکی با هدایت داشت، به ستایش کتاب پرداخت و آن را نشانهٔ امیدواری هدایت دانست. با این وجود، برخی منتقدان آن را داستانی ضعیف دانسته‌اند و به عناصر داستانی آن مانند طرح و پیرنگ، نقدهای جدی وارد کرده‌اند. این کتاب تاکنون به زبان‌های روسی، آلمانی، انگلیسی، فرانسوی، هلندی، ارمنی، ترکی استانبولی، اسلوونیایی، و ازبکی ترجمه و منتشر شده‌است.

## تاریخچه

### زمینهٔ تاریخی

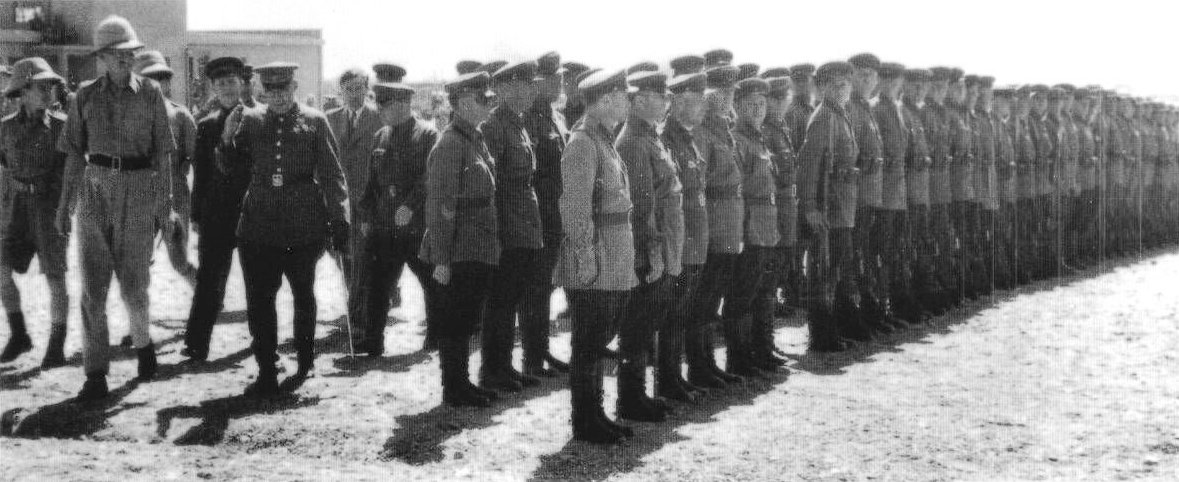
در تصویر، نیروهای نظامی شوروی و بریتانیا برای رژهٔ نظامی در سپتامبر ۱۹۴۱ میلادی در تهران آماده می‌شوند.

رویدادهای کتاب حاجی آقا در دوران پیش و پس از اشغال ایران در سوم شهریور ۱۳۲۰ خورشیدی رخ می‌دهد. همچنین به گفتهٔ شاپور بهیان، هدایت در این کتاب بیش از هر جای دیگری با حزب توده همراهی نشان می‌دهد.
در سوم شهریور ۱۳۲۰ خورشیدی، متفقین ایران را اشغال می‌کنند. و به حکومت رضاشاه پایان می‌دهند. با خارج شدن رضاشاه از ایران، وضعیت سیاسی کشور دگرگون می‌شود. به‌فاصلهٔ سیزده سال از سقوط رضاشاه تا کودتای ۲۸ مرداد در زمان سلطنت محمدرضا شاه، قدرتی که تا پیش از آن در انحصار یک نفر بود، میان پنج قطب جدا از همِ دربار، مجلس، کابینه، سفارتخانه‌های خارجی، و عامهٔ مردم دست به دست می‌شود. آبراهامیان می‌گوید که در این زمان، کشمکش‌های سیاسی عمیقی در ایران پدیدار شده بود.
در چنین شرایطی بود که حزب توده در ایران تشکیل شد. بانیان این حزب از بازماندگان گروه موسوم به پنجاه و سه نفر بودند که در دوران رضاشاه دستگیر شده و به زندان افتاده بودند. در انتخابات دوره چهاردهم مجلس شورای ملی، ۲۳ کاندیدای حزب توده با ۲۰۰ هزار رأی، بیش از ۱۳ درصد کل آرای اخذشده را در سراسر کشور به‌دست آوردند. به‌گفتهٔ آبراهامیان، «برای نخستین بار در تاریخ ایران، یک سازمان رادیکال غیرمذهبی از حمایت عمومی برخوردار شد.» حزب توده در حوزهٔ فرهنگی نیز نفوذ زیادی داشت و بیشتر نویسندگان و شاعران کشور به‌گونه‌ای با آن پیوند یافته بودند.
صادق هدایت هیچگاه به عضویت حزب توده درنیامد ولی تعداد زیادی از دوستانش مانند بزرگ علوی، عبدالحسین نوشین، خلیل ملکی، احسان طبری و جلال آل‌احمد از اعضای آن بودند. هدایت همچنین چندین بار به اعضای حزب اجازه داد تا جلسات محرمانهٔ خود را در محل زندگی‌اش برگزار کنند. هرچند که خود او به ندرت در بحث‌ها شرکت می‌کرد. هدایت در ۱۳۲۴ خورشیدی به عضویت مجلهٔ پیام‌نو که ناشر افکار انجمن روابط فرهنگی ایران و شوروی بود درآمد و از اعضای فعال تحریریهٔ آن شد.

### نگارش

صادق هدایت در اطراف تهران، ۱۳۲۸ خورشیدی

صادق هدایت حاجی آقا را در زمان اشغال ایران در جنگ جهانی دوم به‌وسیلهٔ متفقین و پس از آن نوشته‌است. در این زمان آزادی نسبی برای مطبوعات و چاپ کتاب وجود داشته‌است. حاجی آقا جزو آخرین داستان‌هایی است که هدایت نوشته‌است. او پس از آن، دو کتاب تألیفی دارد که عبارتند از: توپ مرواری و نوشته‌های پراکنده. حاجی آقا همچنین بلندترین کار داستانی هدایت پس از بوف کور دانسته شده‌است. داستان آن از زمان سلطنت رضاشاه آغاز می‌شود و پس از سقوط او، وارد دوران پس از شهریور ۱۳۲۰ می‌شود. به‌گفتهٔ حسن میرعابدینی، این کتاب تصویر گسترده‌ای از وضع اجتماع و شیوهٔ زندگی مردم در پیش و پس از ۱۳۲۰ خورشیدی ارائه می‌کند و هدایت با نوشتن آن افشاگری‌های تند و تیز روزنامه‌های جنجالی آن دوران را نشان داده و به انتقاد از شخصیت‌های واپس‌گرای اجتماعی و رجال دورهٔ بیست ساله (۱۳۰۰–۱۳۲۰ خورشیدی) می‌پردازد.
به‌گفتهٔ مجتبی مینوی، از میان رفتنِ بساط استبداد، و وارد شدن نیروهای نظامی در ایران، و زحمت‌هایی که در طول چهار سالِ پس از آن به مردم ایران رسیده‌است، همگی به این می‌ارزیده‌است که یک نویسندهٔ ایرانی بتواند از اوضاع و احوالِ آن زمانِ ایران به صراحت و آزادی‌ای که در حاجی آقا وجود دارد، انتقاد کند و مردم ایران بتوانند درد دل خود را بگویند و بنویسند. مینوی می‌گوید که در آن «سال‌های کذایی» گذشته، کسی جز دروغ و تملق و چاپلوسی نمی‌گفت و نمی‌نوشت.
صدری‌نیا و رنجبر می‌گویند که سه چهار سال پیش از نشر حاجی آقا و پس از سقوط رضاشاه، برخی رجال ایرانی، دیکتاتوریِ اسلحهٔ از میان‌رفتهٔ او را دوباره احیا کردند ولی این‌بار با فریب مردم و نادان شمردن آن‌ها. هدایت هم خود را موظف دید که مردم را آگاه کند و بنابراین به نوشتن این داستان پرداخت.

### تاریخچهٔ چاپ

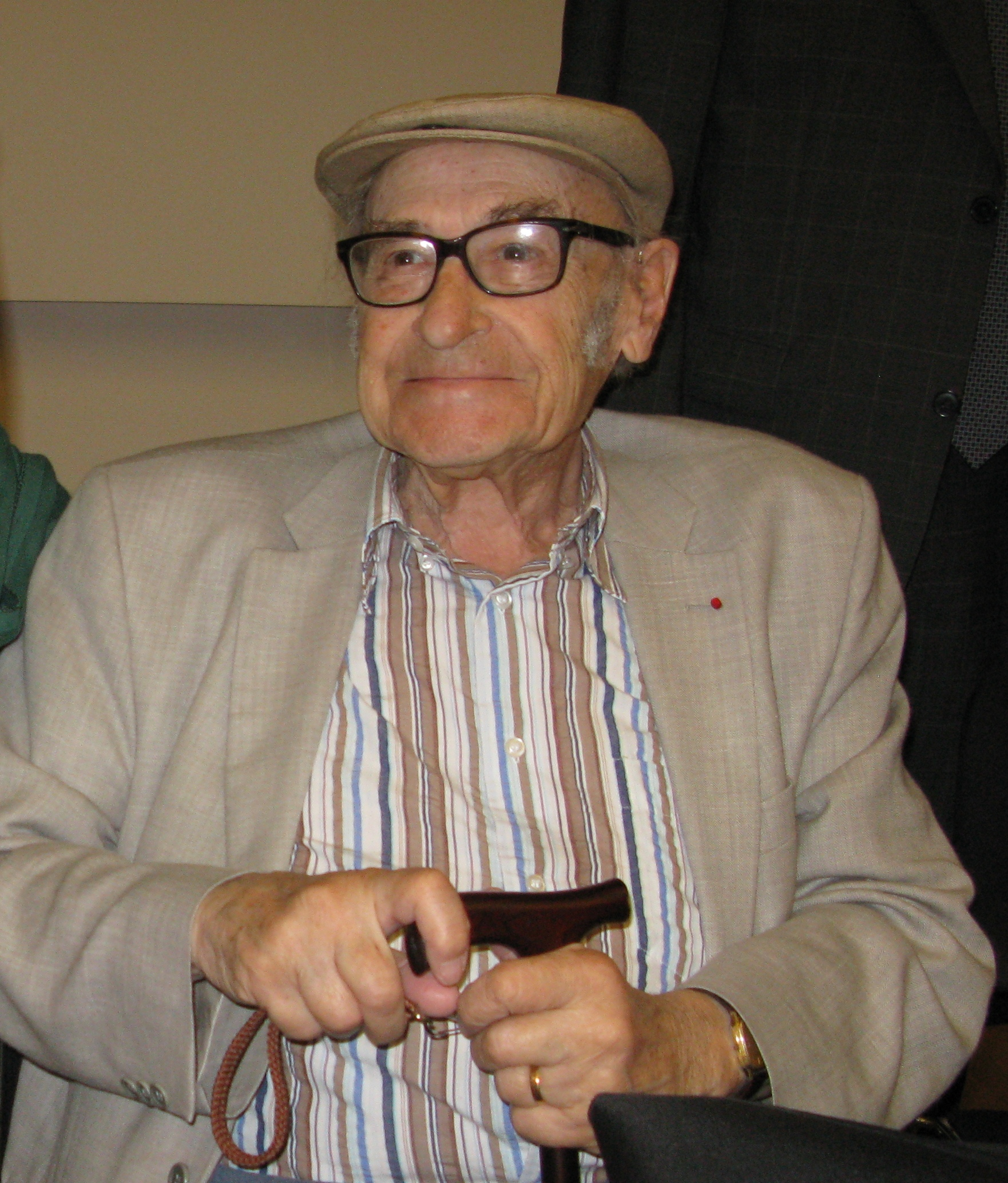
ژیلبر لازار، ایران‌شناس فرانسوی، حاجی آقا را به زبان فرانسه ترجمه کرده‌است.

حاجی آقا نخستین بار در ۱۳۲۴ خورشیدی (۱۹۴۵ میلادی)، در ۱۳۲ صفحه، به صورت ضمیمهٔ مجلهٔ سخن در تعدادِ کمِ ۶۰ نسخه، و زیر تخلص «هادی صداقت» در تهران چاپ شده‌است. در این زمان مجلهٔ سخن زیر نظر پرویز ناتل خانلری اداره می‌شد که دوست نزدیک هدایت بود. هدایت عضو هیئت تحریریهٔ مجله بود هرچند که از بابت کار در آن پولی دریافت نمی‌کرد. چاپ دومی از کتاب نیز به‌وسیلهٔ انتشارات امیرکبیر در ۱۳۳۰ خورشیدی (۱۹۵۲ میلادی) در دست کم هزار نسخه منتشر شد. از آن‌جایی که نوشته‌های پیشین هدایت همه به‌طور خصوصی و در شمارگان پایین منتشر شده بودند، این نخستین باری بود که کاری از هدایت توسط ناشری حرفه‌ای و با شمارگان بالا منتشر می‌شد. برخی دیگر از ناشرانی که حاجی آقا را چاپ کرده‌اند، عبارتند از: کتاب‌های پرستو (۱۳۴۳ خورشیدی، در ۲۲۴ صفحه در قطع جیبی)، جاویدان (۱۳۵۶ خورشیدی، در ۱۱۰ صفحه در قطع رقعی)،دادار (۱۳۷۸ خورشیدی، در ۱۳۶ صفحه)، قصه‌گو (۱۳۷۹ خورشیدی، در ۱۳۴ صفحه)، امیرمند (۱۳۸۰ خورشیدی، در ۱۰۹ صفحه)، جامه‌دران (۱۳۸۱ خورشیدی، در ۱۱۵ صفحه)، و آریابان (۱۳۸۱ خورشیدی، در ۱۰۹ صفحه).
مشخص نیست که واکنش‌ها به نخستین چاپ کتاب چگونه بوده‌است، ولی رسیدن کتاب به چاپ ششم تا ۱۳۴۳ خورشیدی (۱۹۶۴ میلادی)، نشان می‌دهد که حاجی آقا خوانندگان پرشماری داشته‌است. فرزانه معتقد است که پس از انقلاب ۱۳۵۷ ایران، نسل تازه‌ای از خوانندگان با کتاب هم‌داستان هستند که دلیل آن روی کار آمدن کاسبان سنتی است که خودِ شخصیتِ حاجی ابوتراب هم نمایانگر یکی از آن‌هاست.
کتاب صوتی حاجی آقا با صدای عبدالحمید معصومی ضبط، و در ۲۰۰۷ میلادی منتشر شده‌است که مدت آن ۳ ساعت و ۲۶ دقیقه است.

### تاریخچهٔ ترجمه
حاجی آقا تنها اثر صادق هدایت است که در زمان حیاتش به زبان روسی ترجمه شده‌است. به‌گفتهٔ محمدرضا سرشار، این کار با پشتیبانی حزب توده انجام گرفته‌است. ترجمهٔ آلمانی حاجی آقا به‌وسیلهٔ ورنر زوندرمان انجام و در ۱۹۶۳ میلادی، در برلین منتشر شده‌است. در ۱۹۷۹ میلادی، ترجمهٔ انگلیسی حاجی آقا به‌وسیلهٔ جرج مایکل ویکنز، از طریق مرکز مطالعات خاورمیانهٔ دانشگاه تگزاس در آستین، زیرِ عنوانِ حاجی آقا: پرتره‌ای از یک کلاهبردار ایرانی منتشر شد. ژیلبر لازار نیز حاجی آقا را به فرانسوی ترجمه کرده‌است که در ۱۹۹۶ میلادی به‌وسیلهٔ انتشارات فوبیس در پاریس، منتشر شده‌است.
حاجی آقا همچنین به زبان‌های هلندی، ارمنی، کردی، ترکی استانبولی، اسلوونیایی، و ازبکی، ترجمه و منتشر شده‌است.

## پی‌رنگ
داستان حاجی آقا در اوایل دههٔ ۱۳۲۰ خورشیدی در تهران رخ می‌دهد و دارای چهار بخش است.

### بخش نخست

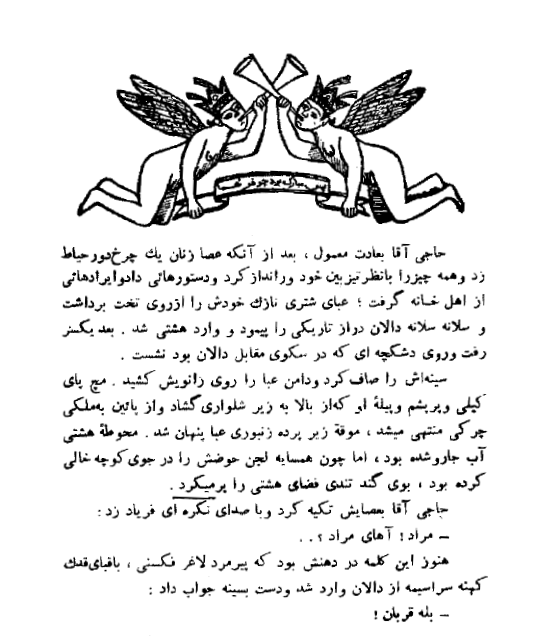
صفحهٔ نخست حاجی آقا با نقاشی صادق هدایت

بخش نخست در زمان پادشاهی رضاشاه، و پیش از رویدادهای اشغال ایران توسط متفقین در سوم شهریور ۱۳۲۰ خورشیدی، آغاز می‌شود. این بخش مقدمه‌ای بر چهرهٔ اصلی داستان، حاجی آقا است که او را از طریق رفتارش با میهمانانی از سطح‌های مختلف جامعه، نوکر چندین ساله‌اش مراد، و همچنین اعضای خانواده‌اش که شامل چندین زنِ اوست، معرفی می‌کند. حاجی ابوتراب، هر روز پس از دادن جیرهٔ آذوقه به زن‌های متعدد خود، در هشتی خانه می‌نشیند و فعالیت‌های گوناگون خود را آغاز می‌کند. برخی از این کارها عبارتند از: رسیدگی به سهام شرکت کش‌بافی که خود در آن سهم دارد، مقاطعه‌کاری ساختن جاده‌ها، معاملهٔ فرش و تریاک در بغداد، گرفتن اجارهٔ حمام و خانه و دکان‌های متعدد، و تهیهٔ گذرنامه برای کسانی که می‌خواهند به کربلا بروند (با استفاده از دوستی‌ها و رابطه‌هایش با دیپلمات‌ها).
حاجی ابوتراب برای مراجعه‌کنندگان متعددش برحسب نیاز و مناسب بودنِ موقعیت، از قدرت نفوذ خود در دستگاه‌های دولتی و دوستی‌هایش با سران حکومت و دربار، حرف می‌زند و با استفاده از رابطه‌های خود و بند و بست‌هایی که با سران حکومت دارد، و با گرفتن حق و حساب، مشکلاتی که آن‌ها در کارهای نامشروع خود دارند، حل کرده و راه‌ها را برایشان هموار می‌کند.
حاجی که از وضعیت جنگ اخباری شنیده و با علاقه پیشروی‌های هیتلر را در اروپا دنبال می‌کند، باور دارد که به‌زودی هیتلر و ارتش آلمان، پس از گرفتن روسیه، وارد تهران می‌شوند. این بخش با مرگ پیرترین زن حاجی آقا، حلیمه خاتون که به درد مزمن معده مبتلاست، پایان می‌یابد.

### بخش دوم
بخش دوم داستان شامل توصیف‌هایِ مستقیمِ هدایت از ویژگی‌های شخصیتی حاجی آقا، افکارِ او، و حقایقی از زندگی اوست که احتمالاً در خلال گفتگوهای بخش نخست آشکار نشده‌اند.
حاجی ابوتراب در شب عید قربان به دنیا آمد و به همین دلیل بدون آن‌که به مکه برود، حاجی شد. پدر او حاج مشدی فیض‌اله دکان تنباکوفروشی داشت و در رویداد رژی (تحریم تنباکو) با خرید تنباکو و فروش آن پس از تحریم، ثروتمند شد. پس از مرگ او، حاجی ابوتراب با خرید املاک و مستغلات، ثروت پدرش را چند برابر کرد.
حاجی ابوتراب، چند سال پیش پسرش آقا کوچک را به فرنگستان فرستاد و او بدون آن‌که درس بخواند، به ایران بازگشت و از آن‌جایی که با ول‌خرجی‌های خود، مخارجی روی دست پدر گذاشت، حاجی او را طرد کرد. آقا کوچک اکنون رانندهٔ دربار است.
در پایان بخش دوم داستان، پس از رویدادهای شهریور ۱۳۲۰ و سقوط رضاشاه و رفتن او از ایران، حاجی ابوتراب نیز مانند بسیاری از همکاران و همطرازان خود، همراه با جوان‌ترین زنش مُنیر، به اصفهان فرار می‌کند.

### بخش سوم
بخش سوم پس از رویدادهای شهریور ۱۳۲۰ خورشیدی رخ می‌دهد. حاجی آقا پس از مدتی، از اصفهان به تهران بازگشته است. او دیگر مانند گذشته هیتلر را ستایش نکرده و در عوض از دموکراسی پشتیبانی می‌کند. حاجی آقا و همگنانش با احتکار کالاهای مورد نیاز مردم در دوران جنگ سودهای کلان می‌برند. او در وضعیت جدید با تهیه و خرید و فروش کالابرگ‌های تقلبی و فروختن جواز عبور و مرور شب در حکومت نظامی، فعالیت‌های خود را گسترش می‌دهد. او در معامله‌هایی چون خرید و فروش واکسن دیفتری شرکت کرده و هم‌زمان با برخوردها و مذاکره‌هایی که با مراجعه‌کنندگان گوناگونش دارد، از دیکتاتوری رضاشاه انتقاد می‌کند. او سرِ آن دارد که نمایندهٔ مجلس شود. حاجی برای جمع کردن رأی در انتخابات و کسب حُسن شهرت، از شاعری به نام منادی‌الحق می‌خواهد تا قصیده‌ای در وصف دموکراسی بگوید، تا به نام خود در انجمنی بخواند. منادی‌الحق با او بحث می‌کند و او را دزد و رذل می‌خواند. حاجی هم با خشم او را از خانهٔ خود بیرون می‌کند. بخش سوم شبیه به بخش نخست است. از این نظر که شامل گفتگوهایی میان حاجی ابوتراب و بازدیدکنندگان گوناگونش است و در همان حال حاجی از درد بیماری‌اش ناله می‌کند. پیش از آن‌که حاجی برای جراحی به بیمارستان برود، پول و دستورهایی به حجةالشریعه می‌دهد و او را روانهٔ ارومیه می‌کند تا در جای‌های عمومی و قهوه‌خانه‌ها، ضد تجدّد تبلیغ و مذهب و خرافات را ترغیب کند.

### بخش چهارم
بخش چهارم، کوتاه‌ترین و نمایشی‌ترین بخش داستان است که در بیمارستان روی می‌دهد. حاجی آقا که بیماری شقاق مقعدش عود کرده‌است، بر روی تخت بیمارستان منتظر آغاز جراحی است. حاجی پس از جراحی و در وضعیت بی‌هوشی، می‌بیند که فرزندانش در خانه‌اش مشغول قمارند و پول‌های او را هدر می‌دهند. زن‌هایش نیز از مرگ او خوشحالند و می‌زنند و می‌رقصند. دو فرشته او را به قصری مجلل می‌برند و به دربانی آن می‌گمارند. مالک این قصر، حلیمه‌خاتون است که حاجی آقا را نمی‌پذیرد و او را به‌تندی از خود می‌راند. حاجی آقا زمانی که به هوش می‌آید، زبیده یکی از زن‌هایش را بر بالین خود می‌بیند که با ذوق، ظرف طلایی را که یکی از ثروتمندان شهر هدیه آورده، به او نشان می‌دهد.

## شخصیت‌ها
علیزاده و نظری انامق، شخصیت‌های داستانی هدایت را با توجه به محیط اجتماعی و سیاسی دورهٔ آفرینششان، به دو دسته تقسیم می‌کنند؛ دستهٔ نخست، آنها که در سال‌های ۱۳۰۰ تا ۱۳۲۰ خورشیدی (دورهٔ حکومت رضاشاه) آفریده شده‌اند و دستهٔ دوم، آنها که از ۱۳۲۰ خورشیدی تا زمان مرگ هدایت در ۱۳۳۰ خورشیدی در داستان‌های او حضور دارند. دستهٔ نخست، درون‌گرا و دستهٔ دوم برون‌گرایند. علیزاده و نظری انامق شخصیت‌های داستان حاجی آقا را در دستهٔ دوم جای داده‌اند؛ به این دلیل که آنها منزوی و بی‌تفاوت نیستند و در برابر رویدادهای محیط، عکس‌العمل نشان می‌دهند؛ هرچند این عکس‌العمل‌ها نتیجه‌ای در پی نداشته باشد.

### شخصیت‌های اصلی
میرصادقی، حاجی آقا و منادی‌الحق شاعر را از شخصیت‌های اصلی داستان دانسته‌است. صدری‌نیا و رنجبر نیز مراد، حاجی آقا، و منادی‌الحق را سه شخصیت عمدهٔ داستان دانسته‌اند که بدون جزئیات مربوط به جدال‌هایشان «رمان» شکل نمی‌گیرد.

#### حاجی آقا
حاجی آقا پیرمردی است ۸۹ ساله که از سرمایه‌دارهای زمان خودش محسوب می‌شود. نام اصلی او «حاجی ابوتراب» است. او در ماه ذیحجه شب عید قربان به دنیا آمده و به همین دلیل لقب حاجی را دریافت کرده‌است. پدر حاجی آقا، مشهدی فیض‌الله نام داشته که با خرید ارزان تنباکو در جریان تحریم آن، و فروشش به قیمت بالا پس از تحریم، پولدار شده‌است. پس از مرگ او، از آنجایی که حاجی ابوتراب پسر یکی یکدانه‌اش بود، همهٔ ثروت پدر به او می‌رسد.
حاجی آقا از نظر ظاهری آدمی چاق با ابروهای پرپشت توصیف شده‌است. او سبیل کلفت و صوفی‌مآبانه‌ای دارد و چشم‌هایش مانند تغار است که رگه‌های خون در آن دویده‌است. او در تابستان یک پیراهن یقه‌حسنی و یک زیرشلواری گشاد، همراه با جلیقه‌ای با جیب‌های فراخ می‌پوشد و شب‌کلاهی بر سر می‌گذارد و قبای نازکی را به دوش می‌اندازد. او با این وضعیت در هشتی خانه‌اش می‌نشیند. حاجی ابوتراب سواد درست و حسابی ندارد. او اهل فسق و فجور و مشروب‌خواری است و پیش‌تر اهل قماربازی هم بوده‌است. او همچنین از عضویت در انجمنی مخفی می‌گوید که ظاهراً شبکهٔ فراماسونری است.
از میان زن‌های حاجی آقا، شش زن با حلال کردن مهریه‌هایشان طلاق گرفته و چهار زن او درگذشته‌اند. زن نخستش با خوردن تریاک و زن دیگری در حال زایمان مرد، یکی از پشت بام پرت شد و حلیمه، آخری هم از درد کهنهٔ شکم مرد. از میان زن‌های زندهٔ او، منیر و محترم که آخرین صیغه‌های او و جوان هستند، افکارش را پریشان ساخته‌اند و حاجی به آن‌ها بدبین است. پسر اول حاجی آقا، آقا کوچک است که پس از هشت دختر به دنیا آمده‌است. او که در فرنگ درس خوانده، اکنون ماشین آخرین سیستم پدرش را می‌راند و طلبکارهایش را به سر او حواله می‌دهد. حاجی آقا پسر دیگری به نام کیومرث دارد که به او علاقهٔ مخصوصی دارد.
به‌گفتهٔ کاتوزیان، حاجی آقا مخلوطی از دو تیپ اجتماعی است، یکی تیپ سیاست‌مداران صدر مشروطه که تعهد و تظاهر به دیانت را حفظ کردند، و دیگری تیپ تاجران نسبتاً بزرگ بازار، هرچند که او این وجه دوم حاجی آقا را دارای اصالت کافی نمی‌داند. کاتوزیان، حاج محتشم‌السلطنه (حسن نوری اسفندیاری، ۱۲۴۶–۱۳۲۳ خورشیدی) و حاج مخبرالسلطنه (مهدی‌قلی هدایت، پسرعموی والدین صادق هدایت، ۱۲۴۳–۱۳۳۴ خورشیدی) را دو الگوی اصلی شخصیت حاجی آقا در دنیای واقعی می‌داند. هردوی این افراد از اعضای سالمند، بانفوذ و جاافتادهٔ هیئت حاکمهٔ سیاسی آن زمان بوده‌اند. هردوی آن‌ها مانند حاجی آقا در حدود ۸۰ سال داشته‌اند، در مازندران دارای ملک، و از سران میانه‌روی انقلاب مشروطه بوده‌اند. آن‌ها با حکومت «نظم و انضباط» و پاره‌ای از اصلاحات اجتماعی و اقتصادی رضاشاه موافق، اما با افراط‌های شبه‌مدرنیستی و حملهٔ او به اعتقادها و فعالیت‌های مذهبی مخالف بوده‌اند.
صدری‌نیا و رنجبر، حاجی آقا را تمثیلی از سنت مستبدانه، دیکتاتوری رضاشاه، و استبداد مرموزِ پس از او می‌دانند. آن‌ها می‌گویند که به همین دلیل، حاجی آقا باید ماهیتی مرکب داشته باشد تا بتواند ویژگی‌های این‌گونه نظام‌ها، و چهره‌های رجال حامی و مجری آن‌ها را افشا کند.

#### مراد

رابطهٔ میان سه شخصیت اصلی داستان. نوک پیکان به معنی حمله و خصومت و رأس هرم به معنای اشراف در نظر گرفته شود.

مراد، پیشخدمت حاجی آقا است. صدری‌نیا و رنجبر، مراد را تمثیلی از مردمی می‌دانند که با وجود ناخشنودبودنِ درونی، به نمایندگان دیکتاتوریِ تازهٔ پس از برکناریِ رضاشاه «بله قربان» می‌گویند و خدمت می‌کنند؛ در حالی که این دیکتاتوری، با شعار مردم‌فریب «خدمت به مردم و میهن»، فضایی تاریک‌تر و سنگین‌تر از قبل ایجاد کرده‌است.

#### منادی‌الحق
منادی‌الحق شاعری تنگ‌دست، منزوی، و دگراندیش است که در بخش سوم بدون مقدمه وارد داستان می‌شود. او روشن‌فکری مستقل و غیرحزبی است که علاوه بر هنرمند و زیبایی‌پرست بودن، دشمن هیئت‌های حاکم و ارزش‌های سنتی نیز است. هم صدری‌نیا و رنجبر و هم کاتوزیان، او را نسخهٔ ثانی نویسندهٔ داستان دانسته‌اند. صدری‌نیا و رنجبر می‌گویند که نویسنده در نقش راوی، زشتی‌های جامعه را نشان می‌دهد و سپس منادی‌الحق را می‌فرستد تا با انتقاد تندش، هرآنچه از زشتی‌ها را که احتمالاً از چشم تماشاگران پنهان مانده‌است، آشکار کند؛ به‌علاوه، این فرصتی است تا نویسنده دیدگاهش را دربارهٔ نقد شعر بیان کند.

### شخصیت‌های دیگر
- آقا کوچک: پسر حاجی آقا است. کاتوزیان او را عضو تیپ آقازادگانی می‌داند که در آن زمان نسبت به ارزش‌های اخلاقی و اجتماعی خانواده‌شان یاغی می‌شدند.[۱۰۱]
- حجةالشریعه: تنها روحانی داستان است،[۱۰۲] که کارهای دغل‌کارانهٔ حاجی آقا را توجیه می‌کند.[۱۰۳] کاتوزیان او را تیپ آخوندهای پایین‌دستی که بیشتر دور و بر آخوندهای بزرگ بودند و نقش رابط و مبلغ سیاسی-اجتماعیشان را بازی می‌کردند، می‌داند.[۱۰۴]
- خیزران‌نژاد: به‌گفتهٔ کاتوزیان، او در داستان نمایندهٔ تیپ روزنامه‌نگاران و مقاله‌نویسان جوان حزب توده است که معروف‌ترینشان در آن زمان احسان طبری بوده‌است.[۱۰۵]
- گل و بلبل: پسرعموی «محترم»، یکی از زن‌های صیغه‌ای حاجی آقا است که به بهانهٔ ملاقات دخترعمویش وارد اندرونی حاجی می‌شود. حاجی آقا به او مشکوک است و فکر می‌کند که دخترش سکینه، و بچه‌ای که در شکم محترم است، از گل و بلبل است.[۱۰۶][۱۰۷] صدری‌نیا و رنجبر، گل و بلبل را تمثیلی از نسل جوان تودهٔ مردم دانسته‌اند.[۱۰۸]
- مزلقانی: یک روزنامه‌نگار چاپلوس است.[۱۰۹]

## سبک

### فرم
منتقدان مختلفی که حاجی آقا را بررسی کرده‌اند، سه فرم مختلف برای آن قائل شده‌اند. بیشتر منتقدان مانند میرصادقی، صدری نیا و رنجبر آن را رمان شمرده‌اند. اما این اثر در دانشنامه‌های فرهنگ مردم ایران و ایرانیکا، به‌عنوان داستان بلند معرفی شده‌است. همچنین از آنجا که داستان در بخش‌های اول و سوم، ساختاری نمایشی دارد، حورا یاوری و محمدمنصور هاشمی آن را دارای فرم نمایشنامه‌ای دانسته‌اند.

#### رمان
میمنت میرصادقی حاجی آقا را رمان انتقاد اجتماعی دانسته‌است که با زاویهٔ دید بیرونی و به شیوهٔ دانای کل روایت می‌شود. صدری‌نیا و رنجبر نیز آن را یک رمان اجتماعی و سیاسی معاصر دانسته‌اند چون مخیل، دارای جدال، متشکل از عنصرهای لازم برای رمان، و بلندتر از حد متعارف داستان است. ساختار محکم، فرم، طرح، شخصیت، تکنیک، سبک، موضوع، درون‌مایه، فضا و صحنه از جمله عناصر رمان است که صدری‌نیا و رنجبر در حاجی آقا یافته‌اند. آن‌ها به‌عنوان نمونه، فضای حاجی آقا را تاریک، محدود، و گندیده می‌دانند و برای اثبات ادعایشان، به زشتی‌های خودِ حاجی آقا، بوی گند لجن حوض همسایه که در هشتی پیچیده، خون موشی که آتش زده‌اند، خون دل زنان، و بوی تعفن چاهکی که بچه را لب آن سرپا می‌گیرند، اشاره کرده‌اند. به باور صدری نیا و رنجبر، دخالت هدایت در داستان و جدال او با شخصیت حاجی ابوتراب موجب نقص و ضعف تکنیک و طرح رمان شده‌اند. دخالت‌های هدایت در داستان شامل انتخاب نامی برای شخصیت اصلی که هیچ تناسبی با رفتارهایش ندارد، ظاهر نازیبای او، و اختلاف دیدگاه آشکار نویسنده با حاجی ابوتراب است. هدایت حتی پا را فراتر می‌گذارد و حرف‌ها و انتقادات خود را از زبان منادی‌الحق و با لحنی تند به حاجی ابوتراب می‌گوید.

#### داستان بلند یا رمان کوتاه
در مدخل دانشنامهٔ ایرانیکا، حاجی آقا یک نوولا یا رمان کوتاه نامیده شده‌است. حاجی آقا همچنین در مدخل دانشنامهٔ فرهنگ مردم ایران، یک داستان بلند نامیده شده‌است. از دیگر منتقدانی که حاجی آقا را داستان بلند نامیده‌اند، می‌توان به ژیلبر لازار، حورا یاوری و محمدمنصور هاشمی اشاره کرد. هاشمی می‌گوید که تفاوت رمان و داستان بلند صرفاً در حجم آن نیست. به‌گفتهٔ او در رمان، کثرت شخصیت‌ها و موقعیت‌ها پیرامون موضوع، شخصیت، یا موقعیتی خاص و یگانه وجود دارد. او با استفاده از اصطلاح‌های میخاییل باختین، رمان را چندصدایی و دارای ساختار گفتگویی می‌نامد، حال آن‌که در داستان بلند چنین چیزهایی دیده نمی‌شود. هاشمی آثار هدایت را تک‌صدایی می‌داند که از خلال گفتگوهای آن‌ها نه دیدگاه‌های اشخاص گوناگون، که حرف‌های شخصی خاص (نویسنده) به‌گوش می‌رسد.

#### فرم نمایش‌نامه‌ای
وجود گفتگوهایی میان حاجی آقا و افراد گوناگون در بخش‌های نخست و سوم داستان موجب شده‌است که این کار ساختاری نمایشی پیدا کند. هاشمی می‌گوید که ظاهراً انتخاب این فرم خاص بدین سبب بوده‌است که صادق هدایت می‌خواسته حاجی آقا با کم‌ترین تغییرهایی، به‌صورت نمایش قابل اجرا باشد. هاشمی سپس اشارهٔ خود هدایت در داستان را یادآوری می‌کند: «ولیکن از آنجا که هشتی چهار نشیمن بیشتر نداشت، مهمان‌های او هیچوقت از سه نفر تجاوز نمی‌کرد؛ یعنی همین که شلوغ می‌شد حاضرین جیم می‌شدند و جای خودشان را به تازه‌واردین می‌دادند. مثل این بود که اگر روزی بخواهند تئاتر او را نمایش بدهند، از لحاظ صرفه‌جویی، تزئین سن منحصر به یک هشتی باشد.»
شاپور بهیان می‌گوید، صادق هدایت تعمداً حاجی را در بخش‌های اول و سوم به‌صورت تئاتری نشان می‌دهد. او در واقع می‌خواهد بیان کند که زندگی حاجی صحنهٔ تئاتر است. صدری‌نیا و رنجبر می‌گویند که اگر هدایت می‌خواست از روش دیگری برای بیان داستان استفاده کند، آنگاه مقدار ملاحظه‌ای به حجم داستان افزوده می‌شد. به‌باور آن‌ها، انتخاب فرم نمایش‌نامه‌ای به این دلیل بوده‌است که هدایت می‌خواسته از به درازا کشاندن سخن بپرهیزد و توجه عموم را به لب مسائل جلب کند.

### ساختار
حاجی آقا فصل‌بندی خاصی ندارد، ولی صادق هدایت آن را به چهار بخش تقسیم کرده‌است. در چاپ ۱۳۳۰ انتشارات جاویدان در قطع رقعی و با ۱۰۹ صفحه، بخش نخست دارای ۲۷ صفحه، بخش دوم، ۱۸ صفحه، بخش سوم ۴۶ صفحه، و بخش آخر، ۸ صفحه است.
فیروزه خضرایی می‌گوید با وجود آن‌که حاجی آقا اثری ظاهراً سرراست است، ممکن است در ساختار آن پیچیدگی‌هایی یافت شود، به‌ویژه که این داستان کار نویسندهٔ باریک‌بینی چون صادق هدایت است. خضرایی برای بررسی ساختار داستان از مقایسهٔ موسیقایی استفاده کرده‌است. او کل اثر را یک فرم سه‌بخشی ABA'‎ در نظر گرفته‌است که در آن، بخش پایانیِ چهارمِ داستان حکم یک کُدا را دارد. بخش A در هشتی خانهٔ حاجی آقا و در زمان رضاشاه روی می‌دهد که در آن افرادی برای انجام کارهایی به دیدن حاجی آقا می‌آیند و با او به گفتگو می‌پردازند. بخش A'‎ هم که پس از سقوط رضاشاه رخ می‌دهد، دقیقاً از نظر وجود گفتگوها مشابه این بخش است. به‌گفتهٔ خضرایی، به‌جز گفتگوها، چیز دیگری که این دو بخش را پیوند می‌دهد، وجود دو شخصیت به نام‌های دوام‌الوزاره و مزلقانی است که در هر دو بخش نخست و سوم برای برآورده ساختن خواست‌هایشان به دیدن حاجی آقا می‌آیند.
بخش B که کوتاه‌تر است، با دو بخشِ شبیه به همِ A و A'‎ در تضاد است از این نظر که هدایت در آن دست به کار شده و خود به توصیف بخش‌هایی ناپیدا از شخصیت حاجی آقا می‌پردازد. خضرایی همچنین بخش چهارم و پایانی داستان را یک کُدا در نظر گرفته‌است. این بخش به تنهایی، هم توصیفی و هم دارای گفتگو است؛ ولی باز هم با کمک رشته‌ای با بخش‌های دیگر داستان متحد شده‌است و آن هم کاسهٔ طلایی است که دوام‌الوزاره به‌خاطر لطفی که حاجی آقا برای برادر زاده‌اش کرده‌است، برای او فرستاده‌است و پس از به هوش آمدن حاجی به او داده می‌شود.

### زبان طنزآمیز
گونهٔ زبان حاجی آقا طنز است. طنزی که صدری‌نیا و رنجبر، تند، زننده، قوی و غنی نامیده‌اند. میرعابدینی زبان واقع‌گرای داستان به همراه طنز نیش‌دار و پر گوشه و کنایه‌اش را موجب ارزشمند شدن آن می‌داند. کاتوزیان حاجی آقا را از طنزنامه‌های دارای مضمون اجتماعی و سیاسی هدایت می‌داند. خضرائی می‌گوید، چنانچه هدایت هر سبک دیگری را به‌جز طنز انتخاب کرده بود، احتمالاً به تبلیغات سیاسی برای گروه‌های دیگر متهم می‌شد، یا حاصل کار، مانند زورچپانی یک سری دیدگاه می‌بود؛ ولی با انتخاب طنز است که او به حد اعلا می‌رسد.
به‌باور نصراصفهانی و فهیمی، انتخاب نام‌های طنز مانند حاجی آقا (که حتی به مکه هم نرفته‌است)، بکاءالذاکرین، حجت‌الشریعه، علی‌قلی خیبرآبادی، کلب زلف‌علی، دکتر جالینوس‌الحکماء، گل و بلبل، آقا کوچیک، منادی‌الحق، دوام‌الوزاره، انیس‌آغا، مه‌لقا، اقدس، محترم، حلیمه‌خاتون، مراد، شاه شهید، یوزباشی، حسین سقط‌فروش، بصیر لشکر، فلاخن‌الدوله، قوچ‌علی بیگ، سرهنگ بلندپرواز، مشهدی فیض‌الله، سرتیپ الله‌وردی، میخ‌چیان، رئیس‌الوزراء، تاج‌المتکلمین، و خیزران‌نژاد، به طنزگونگی این داستان افزوده‌است. هاشمی دو مورد از طنز موفق هدایت در داستان را برشمرده است که یکی این است که حاجی که خود خوردن جگر را تقبیح می‌کند، به پیشکارش دستور می‌دهد برایش جگر تهیه کند، و دیگری گفتگوی حاجی با مزلقانی است که می‌خواهد شغلی در سفارت ایران در آمریکا داشته باشد و وقتی حاجی از او می‌پرسد که «چرا زبان انگلیسی می‌خوانید؟» پاسخ می‌دهد «ممکن است در راه احتیاج پیدا کنم وگرنه زبان آمریکایی را به خوبی می‌دانم.» و حاجی هم می‌گوید: «بارک‌الله، بارک‌الله…»

## نقدها

### نقد تطبیقی
نصراصفهانی و فهیمی به بررسی تطبیقی حاجی آقا و داستان کوتاه «ویولن روتشید» از آنتون چخوف پرداخته‌اند. به‌گفتهٔ آن‌ها، در این داستان‌ها که نمونه‌هایی از طنز انتقادی هستند، چخوف دیدی خوشبینانه دارد، اما دید هدایت بدبینانه و یأس‌آلود است. نصراصفهانی و فهیمی می‌گویند، روتشیلدِ چخوف و حاجی آقایِ هدایت هر دو نماد افراد مادی‌گرایی هستند که تنها چیزی که می‌شناسند و باعث خرسندیشان می‌شود پول است. این شخصیت‌ها هر دو زندگی منفعت‌محوری دارند، هر دو خسیسند، و هر دو به زن و زندگی بی‌اهمیت و سخت‌گیرند. همچنین در مقایسهٔ شخصیت‌ها، شخصیت‌های داستان چخوف، یکنواخت، ایستا، و کسل‌کننده هستند که تغییر حالت نمی‌دهند، در حالی که شخصیت‌های داستان هدایت، همراه با حوادث داستان دگرگون می‌شوند. هم حوادث در ساخت شخصیت‌ها و تغییر آن‌ها سهم دارد، هم شخصیت‌ها در مسیر حوادث تعیین‌کننده‌اند.
نصراصفهانی و فهیمی در عوض پیرنگ داستان‌ها را مشابه یافته‌اند. چه در داستان چخوف و چه در داستان هدایت، از گره‌افکنی، اوج، و نقطهٔ پایان خبری نیست و داستان به‌صورت ساده و یکنواخت است. داستان «ویولن روتشیلد» فاقد مقدمه است. حاجی آقا نیز چنین است و خواننده در همان آغازِ داستان می‌تواند به شخصیت حاجی آقا پی ببرد.
به‌گفتهٔ فیروزه خضرایی، خواندن حاجی آقا شخص را به‌یاد نمایش‌نامهٔ بازرس نیکلای گوگول می‌اندازد که آن هم مانند حاجی آقا کاری طنز و سیاسی است. خضرایی می‌گوید، همانند حاجی آقا که تمام رویدادهایش در خانه و بیمارستان رخ می‌دهد، تمام رویدادهای بازرس نیز در خانه و می‌خانه رخ می‌دهد. به‌باور خضرایی، ایجاز در زمان و مکان در این دو اثر، اجازه می‌دهد که گستره‌ای از دیدگاه‌ها آزادانه در آن‌ها جریان یابد.

### نقد اجتماعی
مینوی حاجی آقا را به عینک تماماً سیاهی تشبیه کرده که صادق هدایت به ایرانیان داده‌است تا با آن کشور و مردم خود را ببینند. به گفتهٔ مینوی، تصویری که هدایت از فساد و خرابی ایران ارائه می‌کند، آنقدر خجالت‌آور است که موجب ناامیدی انسان می‌شود.
اگرچه پس از انتشار بوف کور مطبوعات وابسته به حزب تودهٔ ایران به نکوهش هدایت پرداخته و او را «روشنفکر مأیوس» نامیدند، پس از انتشار حاجی آقا همین نشریات این اثر هدایت را به‌عنوان نقطهٔ اوج امیدواری هدایت و نمونهٔ والای طنز او ستودند.

## اهمیت ادبی
کاتوزیان، حاجی آقا را مشهورترین کار داستانی هدایت پس از بوف کور نامیده‌است. به‌باور او، دو دلیل اصلی موفقیت این داستان یکی طنزهای لفظی و طنزهای ساختاری آن و دیگری تأثیر تبلیغاتی آن بوده‌است. در مدخل حاجی آقا در دانشنامهٔ ایرانیکا، کتاب «یکی از محبوب‌ترین کارهای هدایت در ایران» نامیده شده‌است. میرعابدینی حاجی ابوتراب را یکی از تیپ‌های به‌یادماندنی ادبیات معاصر می‌داند. به باور او هدایت در هماهنگ‌سازی نثر با زبان شخصیت‌ها در موقعیت‌های گوناگون داستان موفقیت بارزی داشته‌است. میرعابدینی همچنین داستان حاجی آقا را گنجینه‌ای از فرهنگ مردمی، باورهای سنتی آن‌ها و گویش‌های محاوره‌ای‌شان دانسته‌است.

## منبع‌شناسی
اندکی پس از چاپ و پخش حاجی آقا در ۱۳۲۴ خورشیدی، مجتبی مینوی در بخش «کتاب‌های تازه‌چاپ فارسی» برنامهٔ فارسی رادیو لندن، مقاله‌ای را که دربارهٔ کتاب نوشته بود، خواند. مینوی متن این مقاله را در اختیار محمود کتیرایی قرار داده‌است که در کتاب صادق هدایت چاپ شده‌است.
از کتاب‌هایی که در آن‌ها به بررسی حاجی آقا پرداخته شده‌است، می‌توان به موارد زیر اشاره کرد:
- مصباحی‌پور ایرانیان، جمشید. واقعیت اجتماعی و جهان داستان و جامعه‌شناسی هنر و ادبیات، تهران: امیرکبیر، ۱۳۵۲، ‏۲۴۷ صفحه. [«حاجی آقا» ص ۱۲۶–۱۴۱][۱۵۴]
مصباحی‌پور ایرانیان در این کتاب که رسالهٔ دکترای او در دانشگاه پاریس است، با توجه به دیدگاه‌های گلدمن و آنسار که ریشه در آرای لوکاچ دارند، به بررسی ساختاری رمان‌های هدایت، آل احمد، و حجازی پرداخته و کوشیده‌است جهان این داستان‌ها را در رابطه با واقعیت‌های جامعهٔ ایران تبیین کند.[۱۵۵]
- مهرور، زکریا. بررسی داستان امروز ــ از دیدگاه سبک و ساختار، تهران: تیرگان، ۱۳۸۰، ‏۲۸۸ صفحه. [«حاجی آقای هدایت»، ص ۵۳–۵۵][۱۵۶]
- نقد آثار داستانی صادق هدایت. ج. ۲. به کوشش محمدرضا سرشار. تهران: کانون اندیشهٔ جوان، ۱۳۹۴. شابک ۹۷۸-۶۰۰-۱۵۹-۰۹۸-۶. [«قرار بود نقدی مارکسیستی بر بورژوازیسم باشد… نقد داستان بلند حاجی آقا» ص ۱۱۷–۱۷۰]
این کتاب حاصل هم‌اندیشی هشت نویسنده و پژوهشگر است که عبارتند از: محمدرضا سرشار، محسن پرویز، شهریار زرشناس، احمد شاکری، محسن مؤمنی شریف، فیروز زنوزی جلالی، حسین فتاحی، و سمیرا اصلانپور، با ویرایش محمدرضا سرشار است.[۱۵۷]
- کاتوزیان، محمدعلی همایون. طنز و طنزینهٔ هدایت. تهران: پردیس دانش، ۱۳۹۵. شابک ۹۷۸-۶۰۰-۳۰۰-۱۲۸-۲. [حاجی آقا ص ۱۹۹–۲۱۷]
کاتوزیان در این کتاب علاوه بر بررسی طنز و طنزینه در آثار صادق هدایت، به بحث نظری و مروری تشریحی و تطبیقی دربارهٔ طنز و طنزینه در ادبیات فارسی و اروپایی هم پرداخته‌است.[۱۵۸][د]

## یادداشت
1. ↑  این کتاب در ۱۳۷۷ خورشیدی به‌صورت افست چاپ شده‌است.
2. ↑  با عنوان Hâdschi Âghâ
3. ↑  Hāji Āghā: portrait of an Iranian confidence man
4. ↑  Éditions Phébus
5. ↑  با نام Hadji Agha
6. ↑  polyphony
7. ↑  dialogic structure
8. ↑  monophony
9. ↑  تأکید از هاشمی است.
10. ↑  طنزینه واژهٔ ابداعی کاتوزیان برای irony است.